# Huetre
Huetre (La Güetri en el dialecto extremeño local) es una alquería del concejo de Casares de las Hurdes, mancomunidad de Las Hurdes, en la provincia de Cáceres, Comunidad Autónoma de Extremadura (España).

## Historia
Es un pueblo muy antiguo que antes se llamaba "La Buetre" guardando relación con el término buitre. Antiguamente sus habitantes tenían fama de ser gente bragada y los mejores luchadores en la modalidad de "lucha jurdana", actualmente casi extinguida.

## Demografía

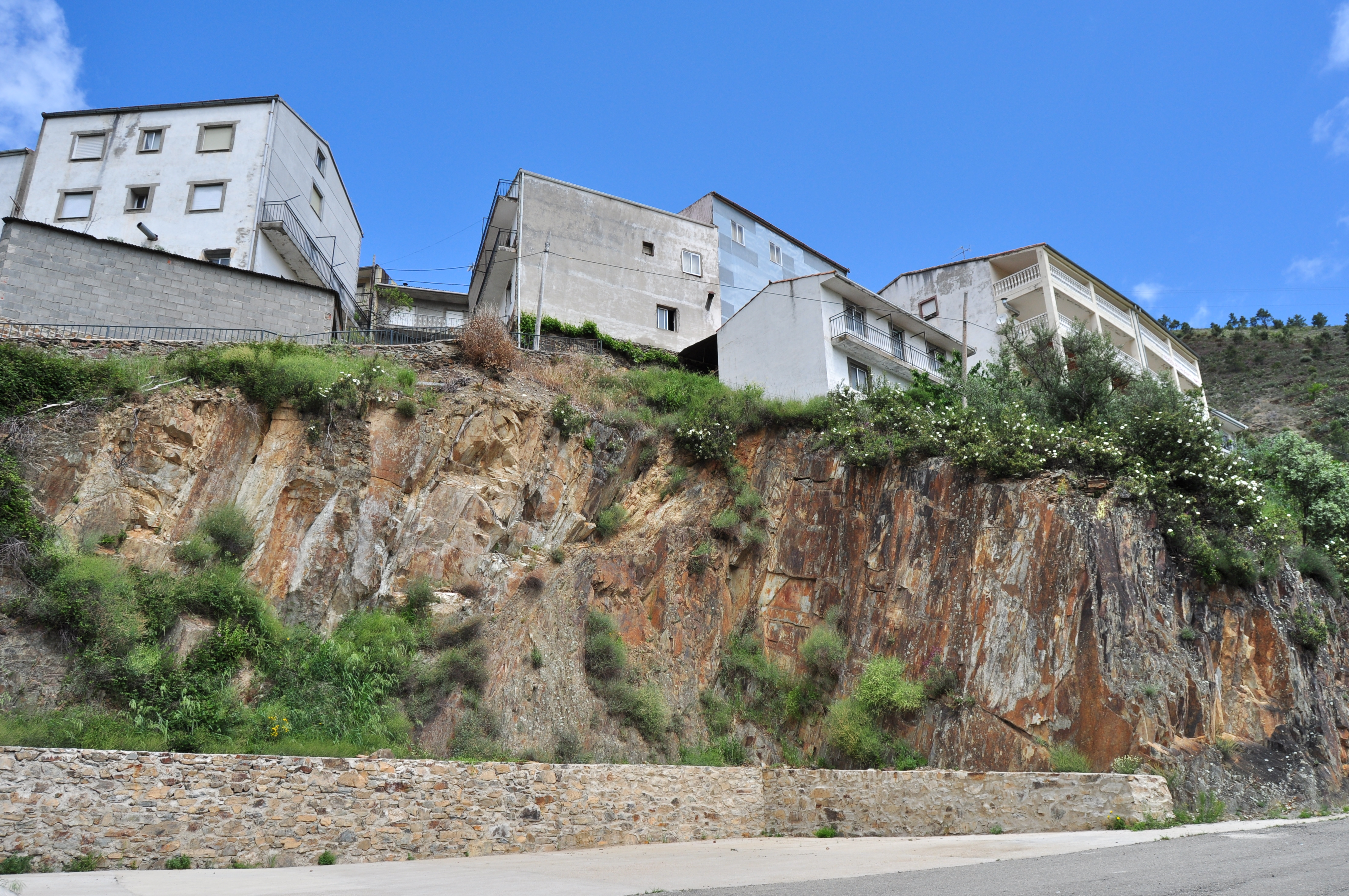
Casas en Huetre

Sus datos de población han sido los siguientes:
- 2002: 59 habitantes
- 2005: 60 habitantes
- 2008: 186 habitantes
- 2011: 182 habitantes
- 2014: 138 habitantes

## Transportes
Huetre y Casarrubia están unidas con la capital municipal por una carretera y por un camino rural que salen del norte y del sur respectivamente.

## Patrimonio

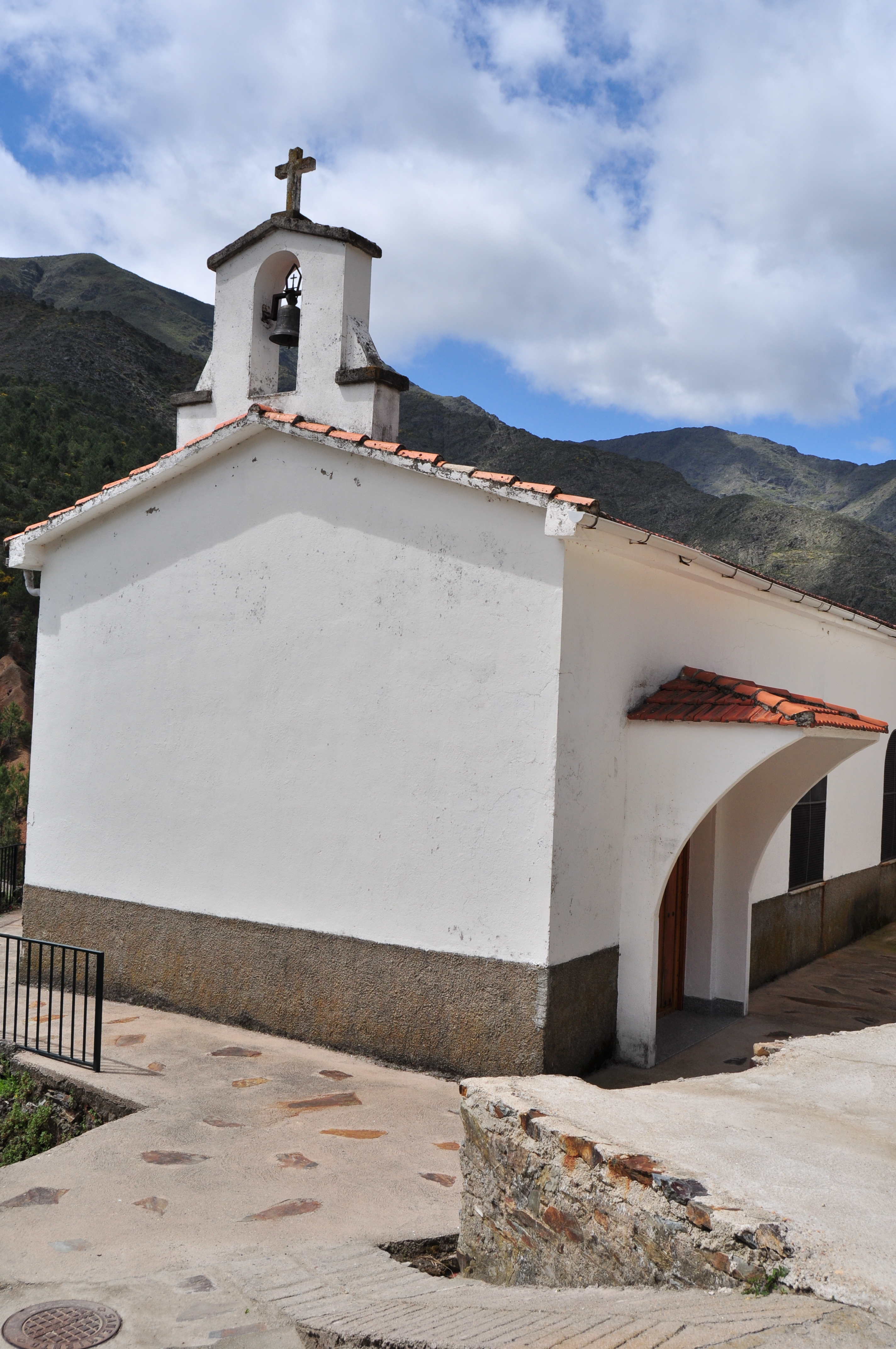
Iglesia en la localidad

Iglesia parroquial católica bajo la advocación de Cristo Rey, a cargo del párroco de Casares de las Hurdes, en la diócesis de Coria.
Posee arquitectura singular en sus calles típicas.
El pueblo está atravesado por el arroyo "Valle las Morales".

## Cultura
Las principales instalaciones culturales son la Casa de la Cultura realizada con su arquitectura popular hurdana y el Centro de Interpretación de La Artesanía.

## Patrimonio cultural inmaterial

### Tradiciones
En cuanto a la artesanía, en esta alquería no hay constancia de ningún artesano, aunque antiguamente abundaban mucho. Se realiza artesanía en mimbre y madera, pero solo para consumo personal de las personas que allí habitan. Ejemplos de artesanía local son las castañuelas, bordados, casitas de piedra y cestería.
En esta alquería también se realizaba la tradicional "arada se novios", rito por el cual los recién casados comenzaban su matrimonio tirando de un arado de asno, y por cada surco que se realizará en el terreno de uno de los bancales se le otorgaba a la pareja una cantidad de dinero para que comenzarán su vida como esposos.

### Gastronomía
- Pico de La Corredera visto desde Huetre.

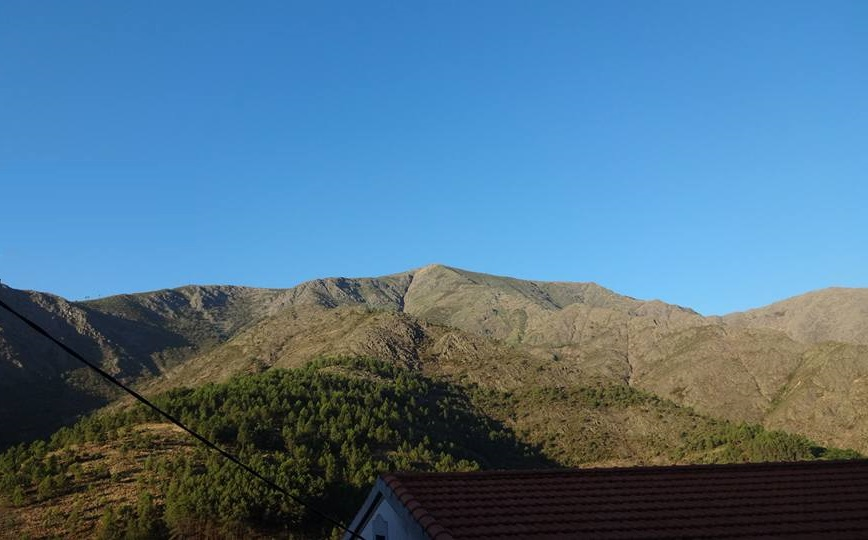
Pico de La Corredera visto desde Huetre.

Dulces típicos: perrunillas, floretas, miel, mantecados, etc
- Vino de pitarra

## Deporte
En cuanto a actividades deportivas se puede utilizar la pista que se encuentra en el término de la alquería.
La principal zona de baños es el "Charco de las Mariposas y del Molino" y el charco del "Olivar".